# Мухаметдаміново
Мухаметдамі́ново (рос. Мухаметдаминово, башк. Мөхәмәтдәмин) — присілок у складі Стерлібашевського району Башкортостану, Росія. Входить до складу Стерлібашевської сільської ради.
Населення — 110 осіб (2010; 109 в 2002).
Національний склад:
- башкири — 85%